# Schienenverkehr in Polen
Der Schienenverkehr in Polen ist ein bedeutender Verkehrsträger besonders im Güterverkehr. Außerdem sind die Bahngesellschaften wichtige Arbeitgeber. 40.000 Mitarbeiter kümmern sich im Infrastrukturbereich um das ungefähr 18.566 km große Netz. Weitere 27.000 Mitarbeiter arbeiten im Schienengüterverkehr und 23.000 im Personenverkehr.

## Eisenbahn
Der UIC-Ländercode für Polen lautet 51.

### Geschichte
Polen war im 19. Jahrhundert, als der Eisenbahnbau aufkam, dreigeteilt. Im damals preußischen Teil des späteren Polen wurde im April 1842 das erste Teilstück der Oberschlesischen Eisenbahn eröffnet. Im November 1844 fuhr im russischen Teil ein erster Zug auf der Warschau-Wiener Eisenbahn. Die Krakau-Oberschlesische Eisenbahn wurde im Oktober 1847 eröffnet und war damit die erste Eisenbahn im österreichischen Teil des heutigen Polen.
Die Polskie Koleje Państwowe (PKP) wurde 1918 gegründet und ist seit 1926 ein Unternehmen. Die Aufteilung in Eisenbahnverkehrs- und Eisenbahninfrastrukturunternehmen erfolgte 2001 (vgl. Erstes Eisenbahnpaket).

### Rechtliche Rahmenbedingungen
Die Grundsätze sind im Gesetz über den Schienenverkehr (polnisch Ustawa o transporcie kolejowym) vom 28. März 2003 geregelt. Die Aufsichtsbehörde ist das Amt für Bahntransport (Urząd Transportu Kolejowego, UTK).
Die Unfalluntersuchungsstelle in Polen heißt: Państwowa Komisja Badania Wypadków Kolejowych.

### Streckennetz

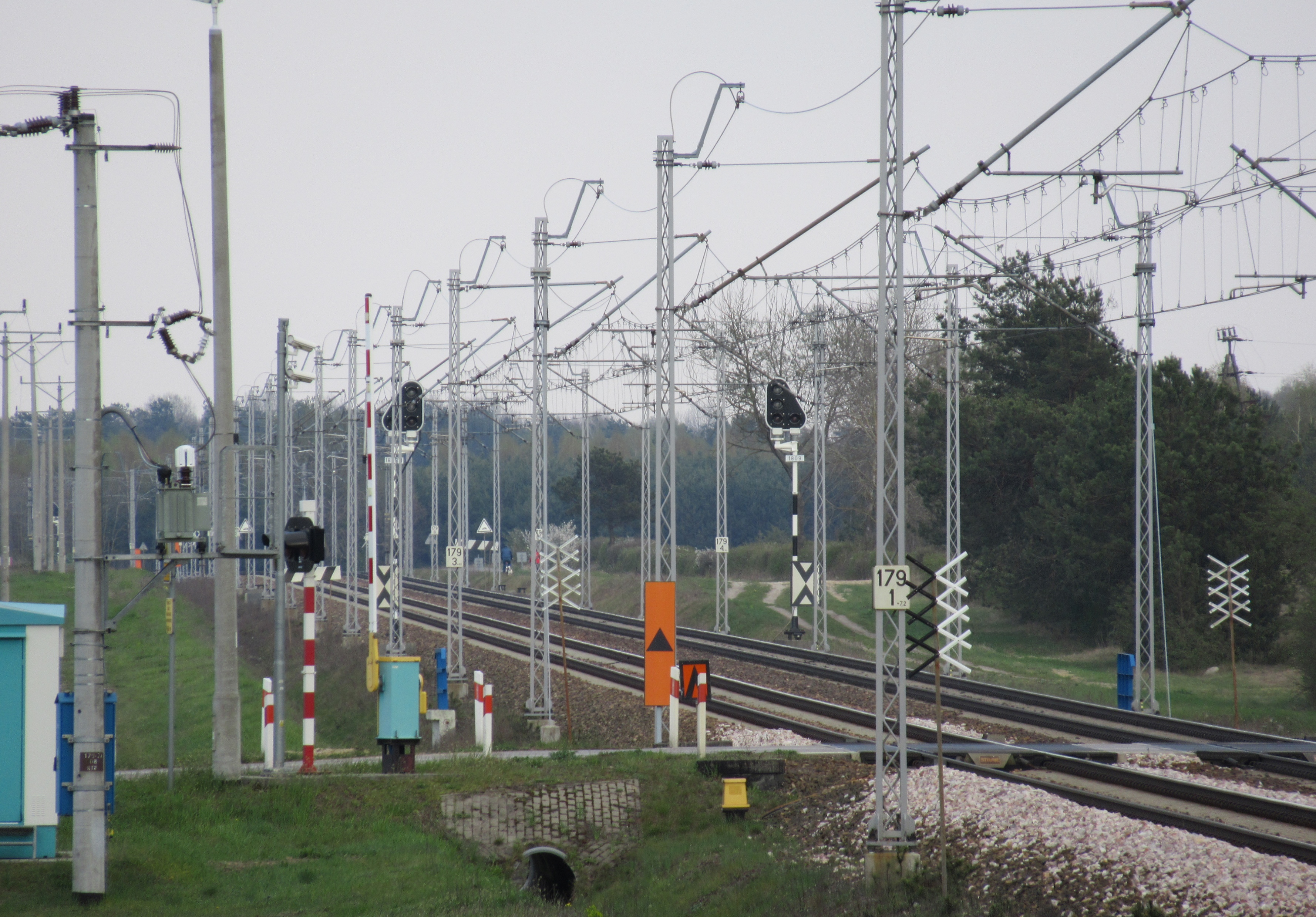
Bahnstrecke Warszawa–Terespol bei Czosnówka

Im Jahr 2021 betrug die Streckenlänge aller Eisenbahninfrastrukturunternehmen, sowohl Normal- als auch Breitspur, 19.326 km, hiervon 8931 km zweigleisig. Dies entspricht einer durchschnittlichen Netzdichte von 6,2 km Streckenlänge pro 100 km².
Das größte Eisenbahninfrastrukturunternehmen sind die PKP Polskie Linie Kolejowe. Es betreibt ein Streckennetz mit einer Betriebslänge von 18.520 km normalspurig (1435 mm) und 141 km breitspurig (1520 mm). Weitere Eisenbahninfrastrukturunternehmen sind unter anderen (in Klammern: Länge des Streckennetzes Normalspur / Breitspur):
- UBB Polska (1,4 km / 0)
- PKP SKM (33 km / 0)
- PKP Linia Hutnicza Szerokotorowa (0 / 394 km)
- Infra SILESIA (28 km / 0)
- Cargotor (11 km / 28 km)
- PMT Linie Kolejowe (41 km / 0)
- Dolnośląska Służba Dróg i Kolei (38 km / 0)
- Jastrzębska Spółka Kolejowa (46 km / 0)
- Kopalnia Piasku Kotlarnia – Linie Kolejowe (93 km / 0)

2021 waren 12.156 km Eisenbahnstrecken elektrifiziert, was einem Anteil von 62,9 % entspricht. 8.078 km der elektrifizierten Bahnstrecken sind zweigleisig. Es wird Gleichstrom mit einer Spannung von 3 kV benutzt. Die Versorgung der Triebfahrzeuge erfolgt über Oberleitung.
Der Anteil der Strecken mit einer Höchstgeschwindigkeit von mehr als 160 km/h beträgt im Jahr 2021 2,11 %. Der Anteil der Streckenlänge, der mit einer Geschwindigkeit von 120 und 160 km/h befahren werden kann, liegt bei 15,14 %, zwischen 80 und 120 km/h bei 46,7 % und der Rest mit geringeren Geschwindigkeiten.
Ende des Jahres 2021 waren im Netz 12.172 Bahnübergänge und schienengleiche Übergänge.
In Polen fahren für touristische Zwecke eine Reihe von Schmalspurbahnen (zum Beispiel Parkeisenbahnen) mit einer Gesamtlänge von 412 km. Es gibt zwischen 600 und 1000 mm verschiedene Spurweiten. Die längste Schmalspurbahn ist die Rogowska Kolej Wąskotorowa mit 49 km. 2021 nutzten 175.000 Fahrgäste die Nadmorska Kolej Wąskotorowa. Damit war es die meistgenutzte polnische Schmalspurbahn.
Das polnische Eisenbahnnetz hat diverse Verbindungen zu den Nachbarländern, siehe Liste der polnischen Eisenbahngrenzübergänge.
Das deutsche und das polnische Eisenbahnnetz haben entlang der Oder-Neiße-Grenze ungefähr zehn Verbindungen. Darüber hinaus haben der nördlichste und der südlichste Eisenbahngrenzübergang keine Verbindung zum polnischen Netz.

### Personenverkehr
Im Jahr 2021 wurden im Schienenverkehr ca. 245 Mio. Personen befördert. Das entspricht einer Verkehrsleistung von 15,8 Milliarden Personenkilometer. Bedingt durch die COVID-19-Pandemie sank die Anzahl der beförderten Personen. Zuvor lag sie bei durchschnittlich 300 Millionen.
Die größten Eisenbahnverkehrsunternehmen im Personenverkehr sind Polregio (nach transportierten Personen) und PKP Intercity (nach Verkehrsleistung).

### Personenbahnhöfe
Die zehn meistfrequentierten Bahnhöfe in Polen sind (in Klammern: Millionen Fahrgäste im Jahr 2023):
| - Bahnhof Wrocław Główny (29,4) - Bahnhof Poznań Główny (24,9) - Bahnhof Kraków Główny (23,4) - Bahnhof Katowice (17,7) - Bahnhof Gdynia Główna (13,7) | - Bahnhof Gdańsk Główny (13,5) - Bahnhof Warszawa Centralna (13,4) - Bahnhof Warszawa Wschodnia (12,4) - Bahnhof Gdańsk Wrzeszcz (10,2) - Bahnhof Warszawa Gdańska (9,7) |

### Güterverkehr
Der polnische Schienengüterverkehr hat eine Transportleistung von jährlich 50 Milliarden Tonnenkilometern und liegt damit in der EU an zweiter Stelle (hinter Deutschland, vor Frankreich). Das entspricht einen Anteil am Modal Split von ungefähr einem Viertel.
Die PKP Cargo ist das größte polnische Gütertransportunternehmen im Schienenverkehr. Weitere große Eisenbahnverkehrsunternehmen sind (in der Reihenfolge des Marktanteils) Lotos Kolej, DB Cargo Polska, PKP LHS, CTL Logistics und Freightliner PL.
Die größten intermodalen Terminals mit Bahnanschluss in Polen sind:
- Deepwater Container Terminal Gdańsk (jährlicher Umschlag 3 Millionen TEU)
- Bałtycki Terminal Kontenerowy Gdynia (1,2 Millionen TEU)
- Gdynia Container Terminal (630.000 TEU)
- Spedcont-Terminal Kontenerowy Łódź Olechów (450.00 TEU)
- Rail Hub Terminal Gądki - Metrans Polonia (380.000 TEU)
- Schavemaker Kąty Wrocławskie (300.000 TEU)
- Euroterminal Sławków (280.000 TEU)
- PCC Intermodal Terminal Kutno (250.000 TEU)

### Schienenfahrzeuge
Im polnischen Personenverkehr werden 343 Elektrolokomotiven, 100 Diesellokomotiven, über 1400 Triebwagen und 2000 Personenwagen eingesetzt. Die Flotte des Güterverkehrs besteht aus 1400 Elektrolokomotiven, 2000 Diesellokomotiven und 90.000 Güterwagen (davon die meisten für den Kohletransport).

## Straßenbahn

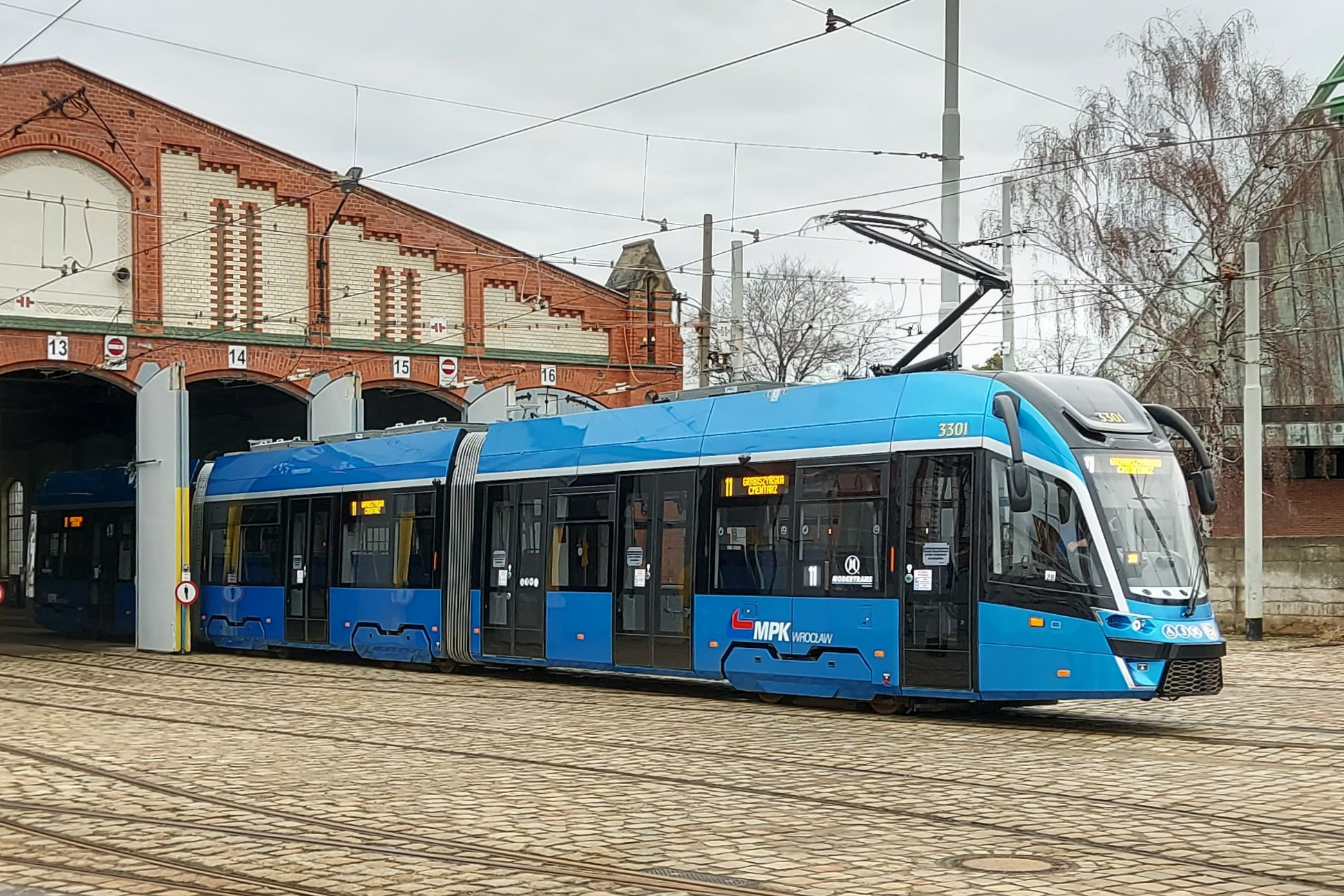
Eine Straßenbahn des Herstellers Modertrans Poznań.

Unter den 15 polnischen Straßenbahnbetrieben stellt die Straßenbahn im oberschlesischen Industriegebiet eine Besonderheit dar. Mit ihrem 200 km langen Netz verbindet sie viele Städte der zweitgrößten polnischen Agglomeration und gehört zu den größten Straßenbahnnetzen der Welt. Die hauptstädtische Straßenbahn Warschau fährt auf einem 120 km langen Netz.
Eine Verlängerung der Frankfurter Straßenbahn ins polnische Słubice wird diskutiert, jedoch haben noch keine ernsthaften Planungen begonnen.

## U-Bahn
Die 1995 eröffnete Metro Warschau ist die einzige U-Bahn in Polen.

## Bahnindustrie
Polnische Schienenfahrzeughersteller sind zum Beispiel PESA, Newag und H. Cegielski. Der französische Konzern Alstom produziert in Polen an 11 Standorten mit 4000 Arbeitern Schienenfahrzeuge, Drehgestelle und Signaltechnik.
Die Trako ist eine alle zwei Jahre im September auf dem Messegelände Gdańsk stattfindende internationale Fachmesse für Bahn- und Verkehrstechnik.